# Abdulbaset Sieda
Abdulbaset Sieda —aunque existen otras formas de transliterar su nombre— (en árabe: عبد الباسط سيدا‎) (Amuda, Siria, 1956) es un filósofo sirio y fue presidente del Consejo Nacional Sirio, el principal órgano opositor del país durante la rebelión de 2011-2012, durante el 9 de junio de 2012 y el 10 de noviembre de 2012. Es de etnia kurda

## Biografía

### Formación
Se matrículo en Filosofía en la Universidad de Damasco en 1991. Se especializó en los campos de Filosofía oriental y Asiriología. Más tarde, consiguió el doctorado.
Debido a su oposición a Bashar al-Asad estuvo viviendo en el exilio en Suecia durante varios años. 

### Presidente del CNS
Su nombramiento se confirmó a través del también activista sirio y miembro del CNS Obeida Nahas en su perfil en la red social Twitter. 

"El doctor Sieda, una figura nacional de los sirios kurdos, sucede al líder saliente, Burhan Ghalioun, que dimitió hace tres semanas".

Es visto como una figura neutral y de consenso. Sieda afirmó que su prioridad es ampliar el Consejo para incluir a más figuras opositoras, particularmente de minorías religiosas sirias. Además, ha declarado que "la más importante de las tareas ahora es reformar el CNS y reestructurarlo".
Su elección al puesto de presidente del consejo puede ser parte de un esfuerzo para atraer a la considerable minoría kurda, que se ha mantenido al margen de las protestas.
Su elección fue aprobada por todos los miembros del Consejo:

"Sieda es un académico. Es además bien conocido, un hombre moderado. No deberíamos decir que él tiene tendencias islámicas o seculares. Él ha sido aprobado y aceptado por todo el mundo"

## Conferencia de nombramiento
Después de ser nombrado Presidente, realizó una conferencia en Estambul en la que respondió a las preguntas de los periodistas. Sus declaraciones trataron sobre los planes de futuro para Siria y para el CNS:
- Manifestaciones en las embajadas

"Quiero hacer un llamamiento a todos los sirios expatriados para que organicen sentadas ante las embajadas sirias"

- Dimisión de los miembros del régimen

"Llamamos a la defección a todos los funcionarios del régimen y de las instituciones"

- Igualdad social y democracia

"Queremos repetir a todos los grupos y a todas las comunidades, especialmente a los alauitas y los cristianos, que el futuro de Siria será el futuro de todo el mundo. No habrá discriminaciones basadas en el sexo o la pertenencia a una comunidad, y la nueva Siria será un Estado democrático"

- Caída del régimen

"Entramos en una fase delicada. El régimen toca a su fin. Las masacres que se multiplican y los bombardeos muestran que está luchando por sobrevivir. Según las informaciones que tenemos, el régimen perdió el control de Damasco y de otras ciudades".

- Intervención militar

"El plan de Annan todavía existe pero no se aplica. Vamos a hacer lo necesario para que este plan se incluya dentro del capítulo VII".

- Colaboración con el Ejército Libre de Siria

"Queremos reforzar los lazos con los militantes en el terreno y con el Ejército Sirio Libre, que vamos a apoyar con todos los medios"